# Scotinotylus evansi
Scotinotylus d'Evans
Espèce
Scotinotylus evansi, le Scotinotylus d'Evans, est une espèce d'araignées aranéomorphes de la famille des Linyphiidae.

## Répartition et habitat
Cette espèce peut être observée en Europe du Nord et dans les Alpes en Autriche, en Italie et en Suisse. Une petite population existe aussi dans le Caucase. En France, elle a également été trouvée dans les Pyrénées. Elle vit sous les pierres ou dans l'herbe en milieu ouvert.

## Description
Le mâle mesure entre 1,75 et 2 mm et la femelle entre 1,8 et 2,3 mm.

## Danger sur l'espèce
L'espèce est classée en danger critique sur la liste rouge des araignées de France métropolitaine.

## Systématique et taxinomie
L'espèce est décrite sous le nom de Caledonia evansi par Octavius Pickard-Cambridge en 1894. En 1977, elle est replacée dans le genre Scotinotylus par Alfred Frank Millidge.
L'espèce a pour synonymes :
- Caledonia evansi O. Pickard-Cambridge, 1894
- Caledonia evansii O. Pickard-Cambridge, 1894 (graphie incorrecte mentionnée dans la publication)[4]
- Maso nivalis Schenkel, 1919
- Scotinotylus nivalis (Schenkel, 1919)

## Étymologie
Son épithète spécifique, evansi, lui a été donnée en l'honneur de William Evans qui a collecté l'holotype sur les Pentlands en Écosse.

## Publication originale
- (en) Octavius Pickard-Cambridge, « On some new and rare Scotch spiders », Annals of Scottish Natural History,‎ 1894, p. 18-25 (lire en ligne)